# Dawn (歌曲)
〈dawn〉是日本女歌手LiSA的第18張單曲，於2021年1月13日由SACRA MUSIC發售。〈dawn〉是電視動畫《BACK ARROW》的片頭曲，於同月11日先行開放網上下載版本。

## 外部連結
- YouTube上的《dawn》音樂影片